# Lancia Dilambda
Lancia Dilambda – samochód osobowy produkowany przez włoską firmę Lancia w latach 1928–1935. Dostępny jako 4-drzwiowy saloon lub torpedo. Następca modelu Trikappa. Do napędu użyto silnika V8 o pojemności 4 litrów. Moc przenoszona była na koła tylne poprzez 4-biegową manualną skrzynię biegów. Powstały trzy generacje modelu.

## Dane techniczne

### Silnik
- V8 4,0 l (3958 cm³), zawory na cylinder
- Średnica × skok tłoka: 79,37 mm × 100,00 mm
- Stopień sprężania: 5,35:1
- Moc maksymalna: 101 KM (74,6 kW) przy 4000 obr./min